# Juan Espínola
Juan Ángel Espindola González (Ciudad del Este, 2 de noviembre de 1994) es un futbolista paraguayo que juega de arquero. Actualmente juega en Newell's Old Boys de la Primera División de Argentina. Es internacional con la selección de fútbol de Paraguay.

## Trayectoria
Espínola jugó en Godoy Cruz de la Primera División de Argentina de 2021 a 2023 y pasó a jugar a Olimpia de Paraguay en condición de préstamo (por un año).
En 2025 es presentado en Newell's Old Boys luego de la salida de Keylor Navas.

## Selección nacional
El 14 de marzo de 2019 fue convocado a la selección de Paraguay dirigida por Eduardo Berizzo para disputar encuentros amistosos ante Perú y México, sin embargo no participó en ninguno de los dos partidos.

## Clubes
| Club                              | País      | Año       |
| --------------------------------- | --------- | --------- |
| Cerro Porteño (Presidente Franco) | Paraguay  | 2013-2014 |
| Nacional                          | Paraguay  | 2015-2020 |
| Godoy Cruz                        | Argentina | 2021-2022 |
| Olimpia                           | Paraguay  | 2023-2024 |
| Belgrano de Córdoba               | Argentina | 2024-2025 |
| C. A. Newell's Old Boys           | Argentina | 2025-     |